# Отто и Элиза Хампель

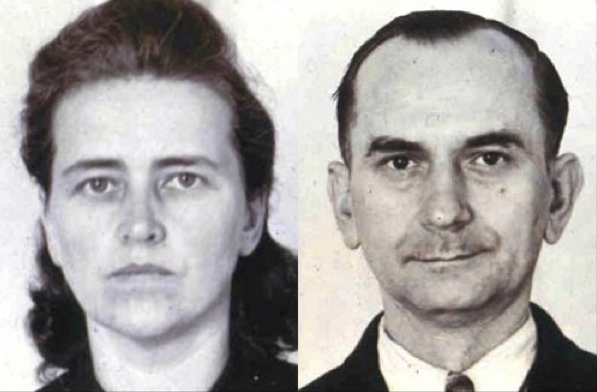
Элиза и Отто Хампель

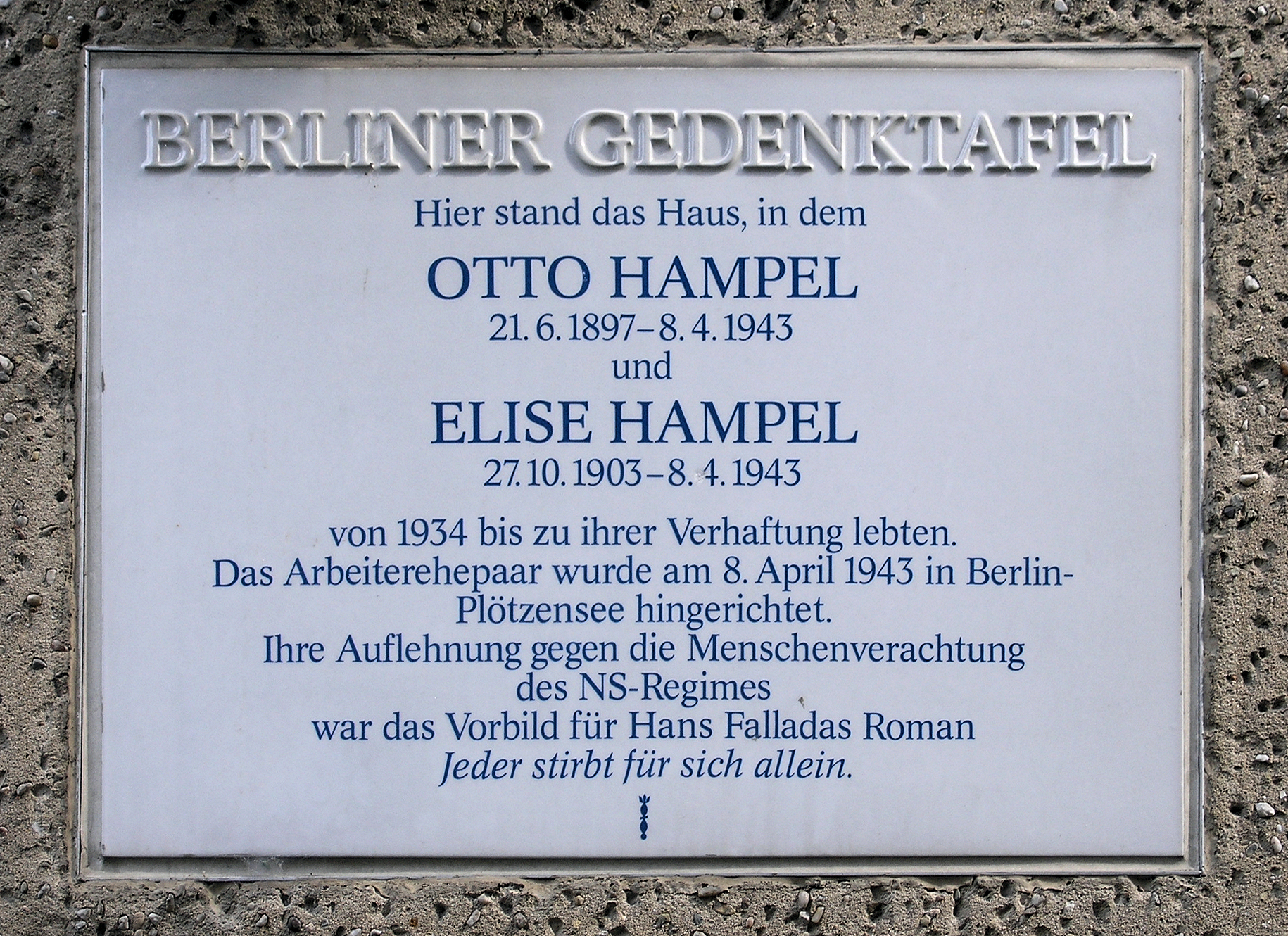
Мемориальная доска на месте дома, в котором жили Хампели по адресу Амстердамер-штрассе 10, Берлин

Отто и Элиза Хампель — супружеская пара рабочих, которые изобрели простой метод протеста, проживая в Берлине в годы начала Второй мировой войны. Они составляли открытки, осуждающие правительство Адольфа Гитлера и оставляли их в общественных местах по всему городу. В конце концов они были схвачены, их пытали и обезглавили в берлинской тюрьме Плётцензее в апреле 1943 года. Вскоре после окончания войны их дела из гестапо были переданы писателю Гансу Фалладе, и их история легла в основу романа 1947 года, переведённого на английский язык и опубликованного в 2009 году под названием «Каждый умирает в одиночку» (в Великобритании — «Одни в Берлине»).

## Жизнь и сопротивление
- Отто Хампель (21 июня 1897 — 8 апреля 1943) родился в городе Мюльбоке, пригороде Wehrau, сегодня в Польше, тогда в Германии. Он служил в Первую мировую войну, а затем был рабочим на фабрике[1].
- Элиза Лемме (27 октября 1903 — 8 апреля 1943) родилась в Бисмарке в районе Штендаль. Её образование ограничилось только начальной школой. Работала прислугой, а также была членом Национал-социалистической женской организации[2].

Пара поженилась в 1935 году. Получив известие, что брат Элизы был убит в бою, Хампели попытались поддержать сопротивление против Третьего рейха. С сентября 1940 года и до их ареста осенью 1942 года они написали более 200 открыток, опускали их в почтовые ящики и оставляли на лестничных клетках в домах Берлина, часто в районе Веддинг, где они проживали.
Открытки призывали людей отказаться от сотрудничества с нацистами, воздерживаться от пожертвования денег, к отказу от военной службы и свержению Гитлера. Несмотря на то, что почти все открытки немедленно доставлялись в гестапо, потребовалось два года для того, чтобы обнаружить их авторов. Хампели были арестованы и осуждены осенью 1942 года. Отто заявил полиции, что он был счастлив возможности противостоять Гитлеру и Третьему рейху. На процессе в Народной судебной палате Хампели были осуждены за действия, направленные на подрыв оборонной мощи и «подготовку к государственной измене». Их казнили обезглавливанием 8 апреля 1943 года в тюрьме Плётцензее в Берлине.

## Наследие
Жизнь Хампелей под именами Отто и Анны Квангель была описана в романе Ганса Фаллады; по сюжету погибает их сын, а не брат жены. Английская версия книги, изданной издательством Melville House Publishing, включает в себя приложение, содержащее несколько страниц из фактического дела гестапо, включая снимки кружки, подписанные признания, полицейские отчеты и несколько фактических открыток, использованных в протесте.
Было пять экранизаций романа:
- «Jeder stirbt für sich allein» — реж. Фальк Харнак в ФРГ в 1962 году;[8]
- телевизионный мини-сериал реж. Ханс-Йоахим Каспрцик[англ.][9] и спродюсированный DEFA в ГДР в 1970 году;
- фильм реж. Альфред Форер в 1975 году, выпущенный на английском языке под названием «Everyone Dies Alone[англ.]» в 1976 году[10];
- чешский телевизионный мини-сериал в трёх частях в 2004 году, реж. Dušan Klein.[11] Хильдегард Кнеф играла роль Анны Квангель.[12]
- фильм 2016 года «Одни в Берлине», в главных ролях Эмма Томпсон и Брендан Глисон — был номинирован на Золотого Медведя на 66 международном Берлинском кинофестивале.